# Pankaj Mishra

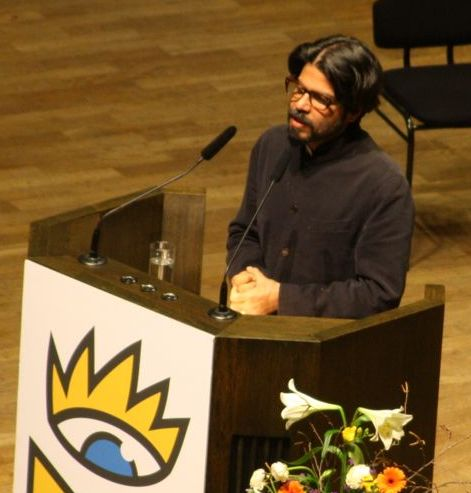
Pankaj Mishra 2014

Pankaj Mishra, född 1969 i Uttar Pradesh, är en indisk författare och essäist. Hans verk handlar i stor utsträckning om Indien, där han förfäktar en utbrytning av Kashmir (azadi), är kritisk till upplysningen som han menar har givit upphov till terrorgrupper och nationalism. Han har av Franklin Foer kritiserats för att fokusera för mycket på känslor och för lite på ekonomi i sina förklaringsmodeller.